# Jens Adolph Frederik Clauson-Kaas
Jens Adolph Frederik Clauson-Kaas (16. maj 1826 i Langenfelde ved Hamborg — 28. oktober 1906 i København) var en dansk officer og husflidsmand, far til Gustav Adolph Frederik Clauson-Kaas.
J.A.F. Clauson-Kaas var søn af hofmarskal Frederik Clauson-Kaas og dennes anden hustru, kom 1844 på Landkadetakademiet i København, blev 1847 sekondløjtnant (med anciennitet fra 1845), først ved dragonerne, senere ved Hestgarden, og 1849 premierløjtnant. Fra 1853-56 gjorde han tjeneste i det holstenske grænsegendarmeri, trådte derpå igen i nummer i rytteriet og blev 1864 ritmester. Ved hærreduktionen i 1866 afskedigedes han med ventepenge og gjorde fra 1870-74 tjeneste som kaptajn i fodfolkets forstærkning (Københavns væbning). 
Efter sin afsked virkede han som lærer, og allerede i 1866 oprettede han, der fra ung var øvet i håndgerning, et institut til husflidens fremme. Sammen med N.C. Rom begyndte han i 1871 udgivelsen af Nordisk Husflidstidende, og på deres initiativ stiftedes 18. februar 1873 Dansk Husflidsselskab, hvis sekretær Clauson-Kaas blev. Han afholdt desuden en række kurser for husflid med statsunderstøttelse (fra 1873) og arbejdede ivrigt for at få håndgerning (i betydningen: husflid) anerkendt som et skolefag. I 1874 sluttede han kontrakt med Københavns Magistrat om overtagelsen af den udtørrede Lersø for der at anlægge en pileplantage. Da han i 1881 afgik som sekretær for Husflidsselskabet efter interne stridigheder, flyttede han til Dresden i Tyskland, hvor han virkede som husflidslærer for blinde indtil 1900, da han vendte tilbage til København. På en rejse til Tyskland et halvt
års tid før sin død hyldedes han som "Talsmanden for Haandens Uddannelse i Opdragelsens Tjeneste". Clauson-Kaas blev kammerjunker 1849 og Ridder af Dannebrog 1874.
10. august 1853 ægtede han i Kongens Lyngby Sophie Caroline Christine Øelund (født 18. maj 1833 i København, død 28. marts 1909 i Klampenborg), datter af møller, senere skov- og vildtfoged på Fortunen Christian Øelund (1805-1874) og Louise Magdalene Cathrine Schrøder (ca. 1808-1860).
Han er begravet på Garnisons Kirkegård. Der findes et maleri af Christian Asmussen fra 1901, en kobberplakette af Paul Sturm fra 1892 og et træsnit fra 1874.